# Sergi Escobar i Roure
Sergi Escobar i Roure (Lleida, 22 de setembre de 1974) és un ciclista català, que destacà a les disciplines de pista sobretot a les especialitats de persecució individual i per equips. Va ser campió mundial en persecució individual a 2004.
Va participar en dos Jocs Olímpics d'Estiu, en els anys 2004 i Pequín 2008, obtenint en total dues medalles de bronze, ambdues a Atenes 2004, en la proves de peresecució individual i persecució per equips (juntament amb Carlos Castaño, Asier Maeztu i Carlos Torrent); a més va aconseguir el setè lloc a Pequín 2008 en persecució per equips.
Va guanyar cinc medalles en el Campionat Mundial de Ciclisme a Pista entre els anys 2003 i 2007.

## Palmarès en carretera
- 2000
  - 1r al Cinturó de l'Empordà
- 2001
  - Campió als Jocs del Mediterrani de contrarellotge individual
  - Vencedor d'una etapa de la Volta a Lleida
- 2002
  - 1r del Cinturó a Mallorca i vencedor d'una etapa
- 2003
  - Vencedor d'una etapa de la Volta a Alacant
  - Vencedor d'una etapa del Cinturó a Mallorca
  - Vencedor d'una etapa de la Volta a Lleó
- 2004
  - Vencedor d'una etapa de la Volta a Alacant
  - Vencedor d'una etapa del Cinturó a Mallorca
  - Vencedor d'una etapa de la Volta a Àvila
- 2006
  - 1r a la Volta a la Comunitat de Madrid
- 2008
  - 1r a la Volta a Castelló
  - 1r a la Volta a Tarragona i vencedor d'una etapa
  - Vencedor d'una etapa de la Volta a Lleida
  - Vencedor de 2 etapes de la Volta a Àvila

### Resultats al Giro d'Itàlia
- 2005. Abandona (16a etapa)

## Palmarès en pista
- 1997
  -  Campió d'Espanya de persecució per equips (amb Isaac Gálvez, J.M. Fernández i O. Gomis)
- 1999
  -  Campió d'Espanya de persecució
  -  Campió d'Espanya de persecució per equips (amb Isaac Gálvez, Carles Torrent i Xavier Florencio)
- 2000
  -  Campió d'Espanya de persecució
  -  Campió d'Espanya de persecució per equips (amb Isaac Gálvez, Carles Torrent i David Regal)
- 2001
  -  Campió d'Espanya de persecució
- 2002
  -  Campió d'Espanya de persecució
- 2003
  -  Campió d'Espanya de persecució
  -  Campió d'Espanya de persecució per equips (amb Sebastià Franco, Antonio Miguel Parra i I. Escolà)
- 2004
  -  Medalla de bronze als Jocs Olímpics d'Atenes en persecució
  -  Medalla de bronze als Jocs Olímpics d'Atenes en persecució per equips amb Asier Maeztu, Carlos Castaño i Carles Torrent
  -  Campió del Món en persecució individual
  -  Campió d'Espanya de persecució
  -  Campió d'Espanya de Madison (junt a Antonio Miguel Parra)
  -  Campió d'Espanya de persecució per equips (amb Sebastià Franco, Antonio Miguel Parra i Albert Ramiro)
- 2006
  -  Campió d'Espanya de persecució
  -  Campió d'Espanya de persecució per equips (amb Joaquim Soler, Antonio Miguel Parra i Carles Torrent Tarrés)
- 2007
  -  Campió d'Espanya de persecució
  -  Campió d'Espanya de persecució per equips (amb Albert Ramiro, Antonio Miguel Parra i Carles Torrent Tarrés)
  -  Campió d'Espanya de puntuació
- 2008
  -  Campió d'Espanya de persecució
- 2009
  -  Campió d'Espanya de persecució per equips (amb Carlos Herrero Nadal, Antonio Miguel Parra i Carles Torrent Tarrés)
- 2010
  -  Campió d'Espanya de persecució
  -  Campió d'Espanya de puntuació
  -  Campió d'Espanya de scratch

### Resultats a laCopa del Món
- 2003
  - 1r a Moscou, en Persecució
- 2004
  - 1r a la Classificació general i a la prova d'Aguascalientes, en Persecució
- 2004-2005
  - 1r a Manchester, en Persecució
- 2005-2006
  - 1r a Los Angeles, en Persecució
- 2007-2008
  - 1r a Copenhaguen, en Persecució
- 2008-2009
  - 1r a Cali, en Persecució